# Hans Franz Veiras
Hans Franz Veiras (geb. 1576/1577  in Payerne; gestorben am 15. November 1672 in Zürich) war ein intellektueller Flüchtling in der Schweiz während des Dreißigjährigen Krieges und hat wahrscheinlich das Werk «Heutelia» verfasst.
Hans Franz Veiras gilt als Verfasser dieses anonymen Reiseberichts zweier Flüchtlinge des Dreißigjährigen Krieges in der Alten Eidgenossenschaft. Der scharfzüngige Bericht gibt lebensnahen Einblick in die politischen, konfessionellen und sozialen Zustände der damaligen Schweiz und wurde 1658 ohne Angabe des Druckorts, vielleicht in Ulm, veröffentlicht. Der Schweizer Historiker Walter Weigum (1908–2004) hat die Heutelia detailliert erforscht und 1969 eine historisch-kritische Ausgabe publiziert. Nach sorgfältigen Forschungen auch in Archiven identifizierte er den Verfasser als Hans Franz Veiras.

## Leben und Wirken
Hans Franz Veiras wurde 1576 oder 1577 in Payerne in der damals bernischen Waadt geboren. Sein Vater, Hugenotte aus Avignon, war dort Stadtarzt. Über seine Jugend wissen wir nichts. Als 20-Jähriger wurde er Sekretär von Jacques Bongars (1554–1612), dem Gesandten des französischen Königs zu den deutschen Fürsten, mit Dienstorten in Straßburg, Frankfurt, Worms, Paris und Basel. In Straßburg war er zusammen mit Bongars Hausgenosse der Bankiersfamilie Graviseth.
Als Sekretär unterhielt Veiras einen politischen Nachrichtendienst unter anderem mit Zürich. Dort war Professor Kaspar Waser (1565–1625) Sekretär der Zürcher Regierung und Förderer der protestantischen Bündnispolitik. Diesen Briefwechsel führte er auch 1618 bis 1621 im Dienste des Pfälzer Kurfürsten Friedrich V. (Pfalz) von Heidelberg aus weiter. In dieser Anfangsphase des großen Krieges wurde der Pfälzer Kurfürst zum böhmischen König gewählt, musste aber 1620 nach der verlorenen Schlacht am Weißen Berg nach Holland ins Exil fliehen. Damit begann für Veiras sein Leben als Flüchtling.
1629 traf Veiras in Zürich ein, was dokumentiert ist durch einen Eintrag im Donatorenbuch der damals neu gegründeten Stadtbibliothek Zürich. Anlass der Gründung war die Verschleppung der berühmten pfälzischen Bibliothek aus Heidelberg nach Rom durch die siegreichen Truppen des bayrischen Kurfürsten 1623. Veiras erhielt 1630 in Zürich eine erste Unterstützung. Eine Reise durch die Schweiz, mit einem längeren Aufenthalt im bernischen Aargau und in Bern, und deren Erlebnisse ergaben den Stoff der Heutelia.

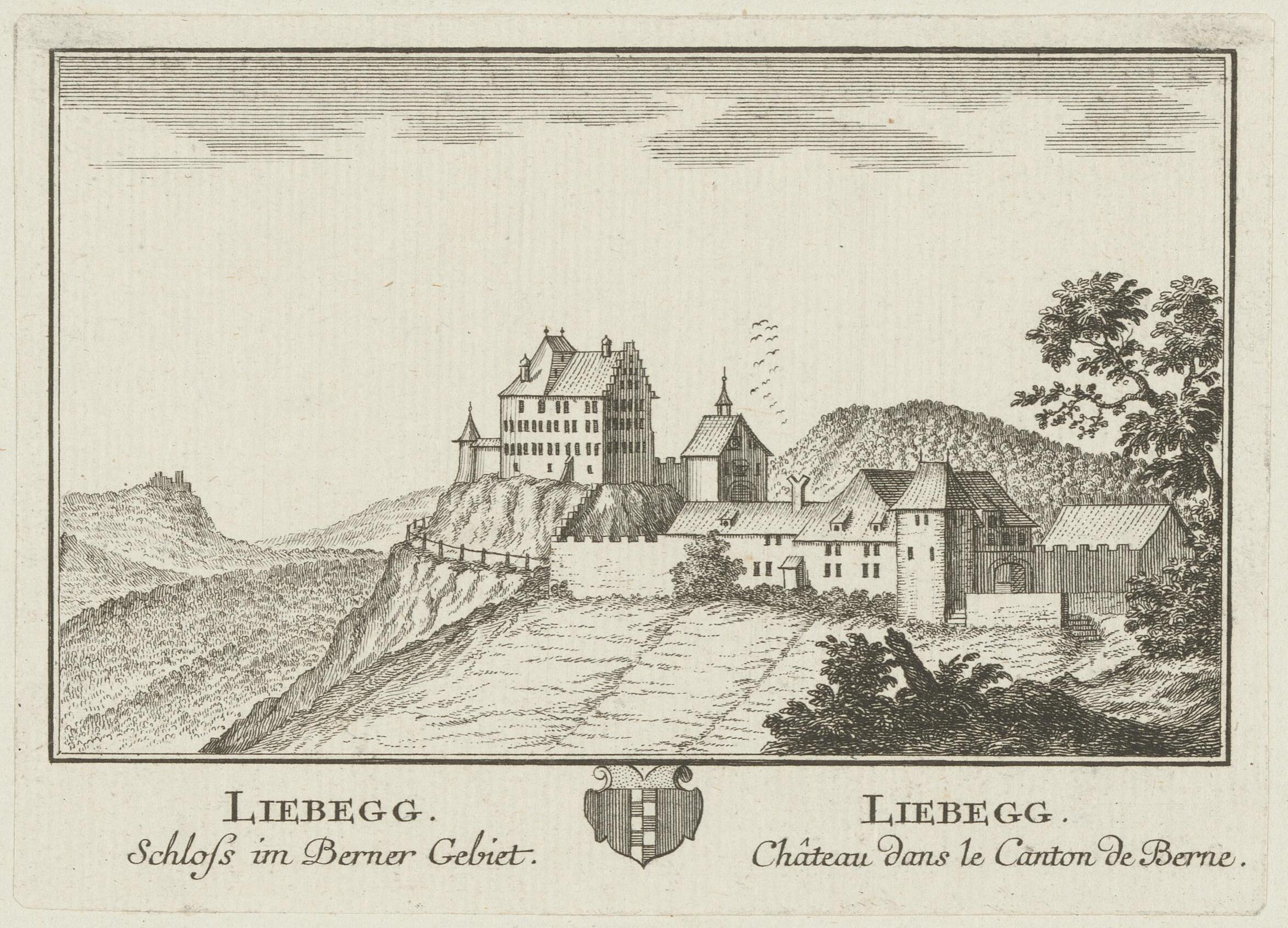
Schloss Liebegg

Längere Zeit verbrachte Veiras bei der Familie Graviseth. Diese war rechtzeitig vor Kriegsausbruch aus Straßburg nach Basel und Bern übergesiedelt. Im aargauischen Wynental hatte Vater Reinhard Graviseth (1560–1633) 1615 Schloss und Herrschaft Liebegg (Gemeinde Gränichen) gekauft. Er wurde von Kaiser Maximilian II. geadelt, und die Familie durfte sich fortan Gravisset von Liebegg nennen. Sein Sohn Jakob von Graviseth (1598–1658) heiratete 1624 die Berner Schultheißentochter Salome von Erlach (1604–1636) und erhielt von Bern das Burgerrecht, worauf er 1632 die von Jacques Bongars ererbte Bibliothek an Bern schenkte.
Als Exilant wirkte Veiras wahrscheinlich von 1637 an bei der Familie Graviseth als Hauslehrer (Hofmeister) der begabten Kinder. Er unterrichtete sie in Französisch und brachte ihnen das Zeichnen und Malen bei. Das perspektivische Zeichnen von Festungen war in den damaligen kriegerischen Zeiten für jeden zukünftigen Offizier wichtig. Vom Hausherrn, einem Besitzer naturkundlicher Bücher und passionierten Jäger, wurden auch Veiras’ Kenntnisse der Ornithologie geschätzt. Diese hatte er in Heidelberg bei den dortigen Naturforschern erworben, und er regte die Kinder zur Herstellung von Bildern von Vögeln an, die später zu einem Vogelbuch gebunden worden sind. Dieses wird heute in der Burgerbibliothek Bern aufbewahrt.  Mit drei Knaben der Familie weilte Veiras von 1644 bis 1645 in Lausanne, wohl bei der Schwiegermutter der zweiten Frau Graviseths, Françoise de Praroman, die 1644 jung verstorben ist.

## Sein Werk, dieHeutelia
In diesen Jahren wird Veiras den französischen Text (der verschollen ist) der Heutelia verfasst und mit Jakob Graviseth eine deutschsprachige Fassung konzipiert haben, welche im Jahr von Graviseths Tod 1658 zum Druck gebracht wurde.
Die Heutelia gilt als lebensnahe Beschreibung der konfessionellen und politischen Zustände in der damaligen Alten Eidgenossenschaft. Der Reisebericht von Schaffhausen über Zürich, Luzern, den bernischen Aargau nach Bern und durch die bernische Waadt nach Genf gibt Einsicht in die Lebensumstände und in die Geisteshaltung der Einheimischen. Die Namen der Gewährspersonen werden durch Anagramm versteckt und die Späße und Zoten in mundartlichen oder lateinischen Ausdrücken umschrieben. Anliegen des Verfassers ist der konfessionelle Ausgleich unter den protestantischen Kirchen, auch unter Einbezug der Anglikanischen Kirche. Erhalten ist nur die deutschsprachige Fassung, die Jakob von Graviseth zugeschrieben wird. Veiras war weiterhin schriftstellerisch tätig und ein eifriger Briefschreiber. Zurück in Zürich wirkte er auch als Französischlehrer für Bürgersöhne. Bis zu seinem Tod 1672 findet sich sein Name häufig wieder in Zürcher Akten.

### Ausgaben
Originalausgabe (Editio princeps et unica):
- Heutelia, das ist: Beschreibung einer Reiss, so zween Exulanten durch Heuteliam gethan, darinn verzeichnet, 1. Was sie denckwürdig gesehen und in obacht genommen, so wol in Geistlichen als Weltlichen, 2. Was sie für Discursen gehalten, 3. Was jhnen hin und wider begegnet. „Lutetiae“ [Ulm?], 1658, ohne Druckername, 8°; 297 (richtig 295) S. und 1 Blatt, sowie 2 Blätter „Clavis Heuteliae“ mit Liste von entschlüsselten Namen.
- Heutelia, 1658, digitalisierte Version der Bayerischen Staatsbibliothek München (typographisches Titelblatt fehlt): https://www.digitale-sammlungen.de/de/view/bsb10576287?page=5
- Hans Franz Veiras: Heutelia, hrsg. von Walter Weigum; Kösel-Verlag, München 1969; 428 S., ill. (Deutsche Barock-Literatur, hrsg. von Martin Bircher und Friedhelm Kemp).